# 王粵生
王粵生（1919年1月8日—1989年12月12日），祖籍重慶市，廣州市出生，香港著名粵曲音樂家。父母相繼亡故後，王粵生於12歲時遷居香港，一顧綉店當學徒。曾於覺先聲劇團及大龍鳳劇團等當樂師，曾為多部粵劇電影配樂，并創作大量樂曲。

## 主要作品

### 1950年代
- 《新台怨》（電影《董小宛》），1950年，唐滌生詞
- 《瑤台仙子》（粵劇《魂化瑤台夜合花》），1950年，唐滌生詞
- 《身似搖紅燭影》（電影《搖紅燭化佛前燈》插曲），唐滌生詞，《紅線女》主唱 1951年
- 《末路倩誰憐鐵漢》（電影《我為情》），1953年
- 《殘照吟》（電影《萬里行屍》），1954年
- 《憶亡兒》（電影《程大嫂》），1954年
- 《賣身的人》（電影《程大嫂》），1954年
- 《檳城艷》（電影《檳城艷》），1954年
- 《月重圓》（電影《不如歸》），1954年
- 《郊遊曲》（電影《真假千金》），1955年
- 《荷花香》，唐滌生詞

### 1970年代
- 《愛竟變成害》（電視劇《楊乃武與小白菜》插曲），1975年，王粵生詞曲
- 《願醉鄉長醉》，1975年，王粵生詞曲
- 《楊貴妃》主題曲，1976年，文采訂詞；王粵生曲
- 《書劍恩仇》，1976年，王粵生曲；文采詞
- 《彈劍江湖》，1978年，王粵生曲；葉紹德詞

### 1980年代
- 《狂歌》，1984年，王粵生曲；鄭國江詞

## 著名學生
- 紅線女
- 林家聲
- 南鳳
- 尹飛燕
- 羅家英
- 南紅
- 唐健垣